# Abraham Baer
Abraham Baer (Wieleń, 26 de dezembro de 1834 – Gotemburgo, 7 de março de 1894) foi um cantor, músico e compositor alemão. 

## Vida
Seu pai o destinou ao rabinato; mas seu amor pela música e o canto da sinagoga o levaram a escolher se tornar um Cantor (Hazzan). Ainda jovem emigrou para a Alemanha e, sob a tutela do eminente Zazanim, preparou-se para sua sagrada vocação. Ele oficiou por um tempo em Pakosh e Schwetz na Prússia Ocidental, e com a idade de vinte e três (em 1857) foi chamado para Gotemburgo. Bem equipado com o aprendizado do hebraico e talmúdico, ele se aplicou à aquisição de conhecimento secular e da ciência e arte da música.
Suas pesquisas eram voltadas especialmente para o campo das melodias tradicionais judaicas, então pouco exploradas. Em 1871, após quinze anos de trabalho árduo, ele publicou sua obra, Bā'al Tefillah, oder der Practische Vorbeter - uma coleção quase completa de melodias tradicionais judaicas, da qual uma segunda edição revisada e ampliada (358 pp. Fólio) apareceu em 1883. A obra contém mil e quinhentas e cinco melodias, nas versões alemã, polonesa e portuguesa (sefardita), e está dividida em quatro partes: (1) para os serviços religiosos nos dias de semana; (2) para o Shabat; (3) para os três festivais Pessacḥ, Shabat e Sukkot; (4) para os dois grandes feriados, Rosh Hashanah e Yom Kippur; junto com um apêndice contendo notas sobre a liturgia, a leitura da Torá e instruções e fórmulas para escrever contratos de noivado e casamento.
A coleção é mais completa em melodias alemãs e polonesas do que em português. Ocasionalmente, uma quarta versão é anexada, chamada pelo compilador Neue Weise, mas parece ser sua própria composição ou de outros cantores contemporâneos. Os cantores podem encontrar ali todas as melodias tradicionais da sinagoga - a maioria das quais até então para ser adquirida oralmente apenas dos antigos ḥazanim. Muitas das melodias mais conhecidas foram coletadas e publicadas antes de Baer por Solomon Sulzer e Hirsch Weintraub; e melodia No. 714, p. 160, encontra-se ainda em uma obra publicada no século XVIII por Benedetto Marcello, intitulada Estro Poetico Armonico, na qual aparece sob o título de Intonazione degli Ebrei Spagnuoli.